# Виктор Киплагат Киген
Виктор Киплагат Киген (енгл. Kigen Victor Kiplagat; 1. јануара 1984) је кенијски атлетичар - маратонац. Победио је на 22. Београдском маратону. Киген је најтежу атлетску дисциплину, стазу од 42 километра и 195 метара претрчао за два сата, 13 минута и 28 секунди. Виктора Кигена је препоручио као изванредног такмичара у најтежој атлетској дисциплини бивши светски рекордер у маратону Пол Тергат. Трку су обележили маратонци из Кеније, будући да су заузели шест места међу осам најбољих. 
Све је било у савршеном реду. Нисам очекивао да ћу победити, али сам знао да ћу добро да трчим. Одвојио сам се око 30. километра и после сам добро наставио. Свиђа ми се Београд, људи су добри, храна је одлична. Био сам спреман и зато ми ова трка није била тешка.

## Резултати
- 2000 м са препрекама — 5:48,5 — Кампала - 6. јун 2001.
- 1. место на 22. Београдском маратону, 2009. године.